# Жирайр Шагоян
Жирайр Шагоян (вірм. Ժիրայր Շաղոյան, нар. 10 квітня 2001, Аріндж, Вірменія) — вірменський футболіст, півзахисник клубу «Арарат-Вірменія» та національної збірної Вірменії.
На правах оренди грає за болгарський ЦСКА (Софія).

## Ігрова кар'єра

### Клубна
Жирайр Шагоян вихованець єреванського футболу. На професійному рівні він дебютував у сезоні 2018/19. Починаючи з наступного сезону Шагоян грав в оренді у столичному ЦСКА у Першому дивізіоні. У сезоні 2020/21 футболіст став кращим бомбардиром турніру.
У вересні 2022 року футболіст відправився до Болгарії, де на правах оренди продовжив свою кар'єру у софійському ЦСКА.

### Збірна
З 2016 року Жирайр Шагоян є постійним гравцем юнацьких та молодіжної збірних Вірменії. У березні 2021 року у матчі відбору до чемпіонату світу 2022 року проти команди Ісландії Шагоян дебютував у складі національної збірної Вірменії.

## Титули і досягнення
- Володар Суперкубка Вірменії (1):

Арарат-Вірменія: 2024